# Тэцу, Накамура
Тэцу Накамура (яп. 中村 哲 накамура тэцу, 19 сентября 1909 – 3 августа 1992), урожд. Сатоси Накамура (часто указывается как Tatsu Nakamura и Tetu Nakamura) — японский киноактёр и оперный певец, выступавший в 1940-х-1980-х годах. Снялся более чем в 40 фильмах.

## Ранние года
Накамура родился в Ванкувере, Британская Колумбия, в семье лесопромышленников. Учился в средней школе «Британия», затем поступил в музыкальную академию, чтобы стать певцом- баритоном. После окончания академии выступал на радио и давал сольные концерты, прежде чем переехать в Японию в 1940 году. Там он поступил в школу актёрского мастерства Никкацу и окончил её в 1941 году . Тем временем оперный певец Ёси Фудзивара отобрал его для роли Эскамильо в опере «Кармен» в спектакле Кабукидза.

## Карьера
В 1942 году он стал актёром по контракту со студией Toho Studios и начал появляться в ролях в таких фильмах, как «Опиумная война» (1943), «Ano hata o ute» и «Aru yoru no tonosama» (1946)
После гастролей по США в составе оперной труппы Фудзивары в 1953 году сосредоточился на игре в кино.
Благодаря свободному владению английским языком часто появлялся в совместных проектах. Сыграл антагониста в Tokyo File 212 (1951) и второстепенную роль в Geisha Girl (1952). Написав о <i id="mwOQ">Tokyo File 212</i> в своей книге "Фильмография корейской войны ", Роберт Дж. Ленц высказал мнение, что «Накамура [был] гладким и маслянистым, как злодей Ояма, который в душе [был] таким же капиталистом, как и коммунистом».
Другие известные роли включают доктора Роберта Сузуки в научно-фантастическом фильме ужасов Джорджа Брейкстона "Мэнстер" (1962), японского посла в международном совместном проекте «Красное солнце» (1971), доктора Кавамото в фильме категории B «Последний динозавр». (1977) и другие роли в фильмах «Восточное зло» (1951), «Футари но хитоми» (1952), H-Man (1958), «Мотра» (1961), «Затерянный мир Синдбада» (1963) и «Кокусай химицу кэйсацу: Каги но каги» (1965).
Также появлялся на телевидении в 1980-х годах.